# Camocio
Giovanni Francesco Camocio, známý také jako Camoccio nebo jen Camutio (asi 1501, zřejmě Asolo - 1575, Benátky) činný v letech 1552–1575), byl italský tiskař, kartograf a vydavatel v období renesance. Řadí se do okruhu tzv. Lafreriho školy a je považován za jednoho z nejvýznamnějších nakladatelů této doby.

## Život
Jeho datum narození je určeno na rok 1501, s jistotou však v letech 1552–1575 působil v Benátkách. Camociova rodina žila ve městě Asolo v provincii Treviso, proto lze usuzovat, že je to jeho pravděpodobné místo narození. Tak jako většina benátského obyvatelstva Camocio zemřel roku 1575 na mor.

## Dílo

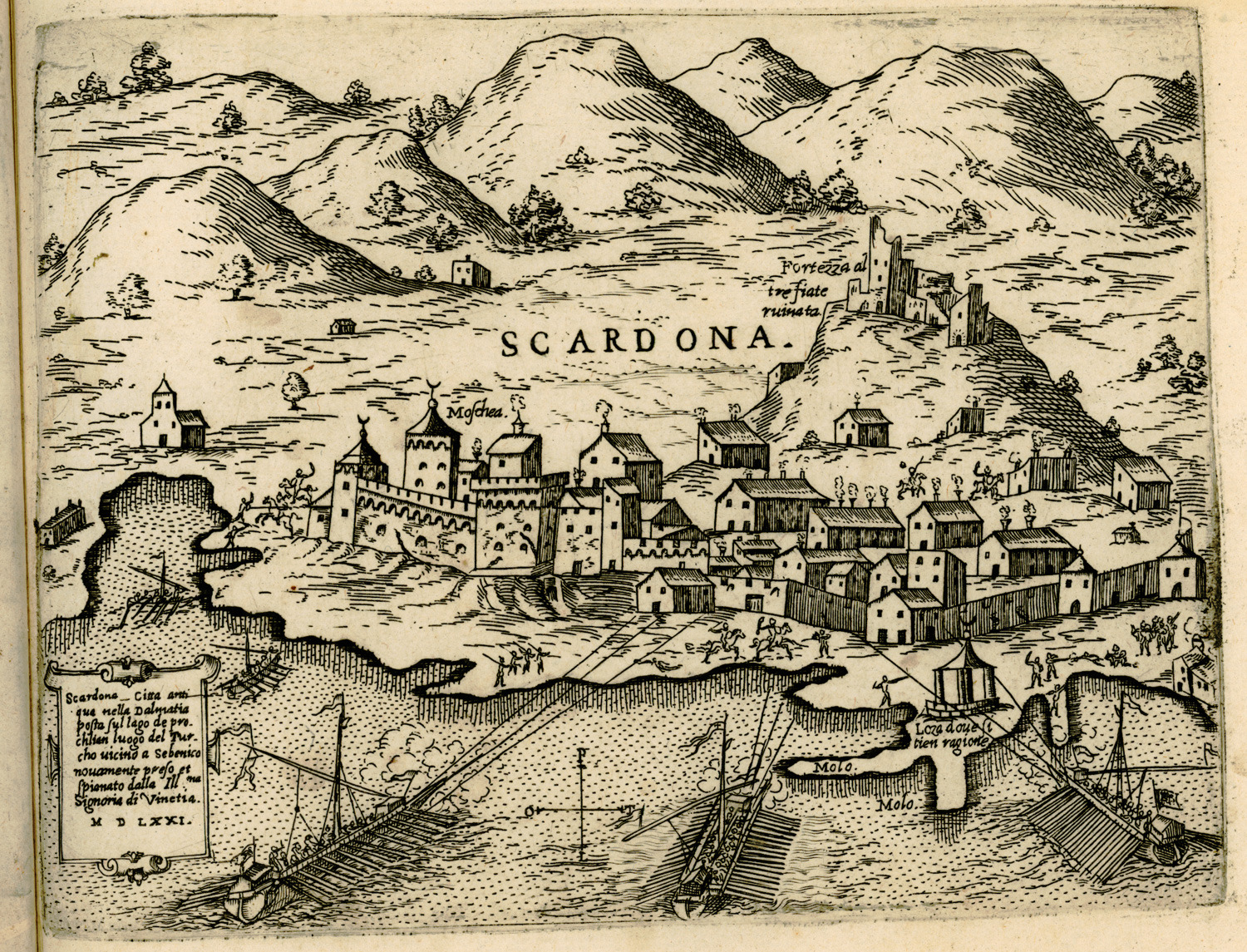
Camociova rytina dalmatského města Skradin po dobytí Osmany v roce 1574

Nejprve publikoval knihy a mědirytiny s náboženskou tematikou. Proslavil se vydáváním rytin podle Tiziana. Camocio sám zřejmě nebyl rytcem, ale využíval jiné umělce, např. Paula Forlaniho nebo Dominica Zenoie. Později se zaměřil na mapy, které vydával v různých formátech. Známý je jeho soubor map Isolario, obsahující mapy ostrovů převážně ve středomořské oblasti, ale také Britských ostrovů nebo Islandu. Jeho obchod se nacházel na St. Lio v Benátkách v domě pod znamením pyramidy. Proto se pyramida stala jeho značkou a objevuje se na některých jeho mapách. Patřil do Lafreriho školy. Tito autoři publikovali mapy v atlasech, které byly vždy originální a dochovalo se jich velice málo.

### Mapy
- World, Lombardy Atlantic (Forlani). 1560.
- N. Regions. 1562.
- Africa, Francia, Friuli, Holland. 1563.
- Disegno del Porto di Malta. 1565.
- Novo dissegno della Dalmatia et Crovatia MDLXIII. In Venetia apresso Gioan Francesco Camocium al segno della Pyramide, mědiryt 28,5×40 cm. Venetia 1563.
- Cyprus, Friesland, Greece, Italy, Naples, Piedmont, Sicily. 1566.
- Istria Sotto il dominio Veneto fra li dui Colfi Trigestino, et Quarner como meza isola del mare Adriatico posta da Istro fiume etc., mědiryt, 32,0×50,3 cm. Venetia 1569.
- Morea. 1569, 1570.
- Venetia. 1571.
- Ireland. 1572.
- Isole famose, porti, fortezze e terre maritimme sottoposte alla Ser. Sig. di Venetia, ad altri Principi Christiani, et al Sig. Turco nouamete poste in luce. In Venetia alla libraria del segno di S. Marco. Venetia 1572, 1574.
- Asia. 1575.
- Europa. 1579.

Memory of World UNESCO
Česko-maltská přihláška souboru zpravodajských map vzniklých z jedné tiskové desky zachycující Velké obležení Malty Turky v roce 1565 byla do seznamu světového dědictví UNESCO zapsána roku 2017.  Renesanční mapy pocházejí z fondu Mapové sbírky Přírodovědecké fakulty Univerzity Karlovy v Praze a z Národního muzea výtvarných umění (National Museum of Fine Arts) ve Vallettě.